# 八咫烏

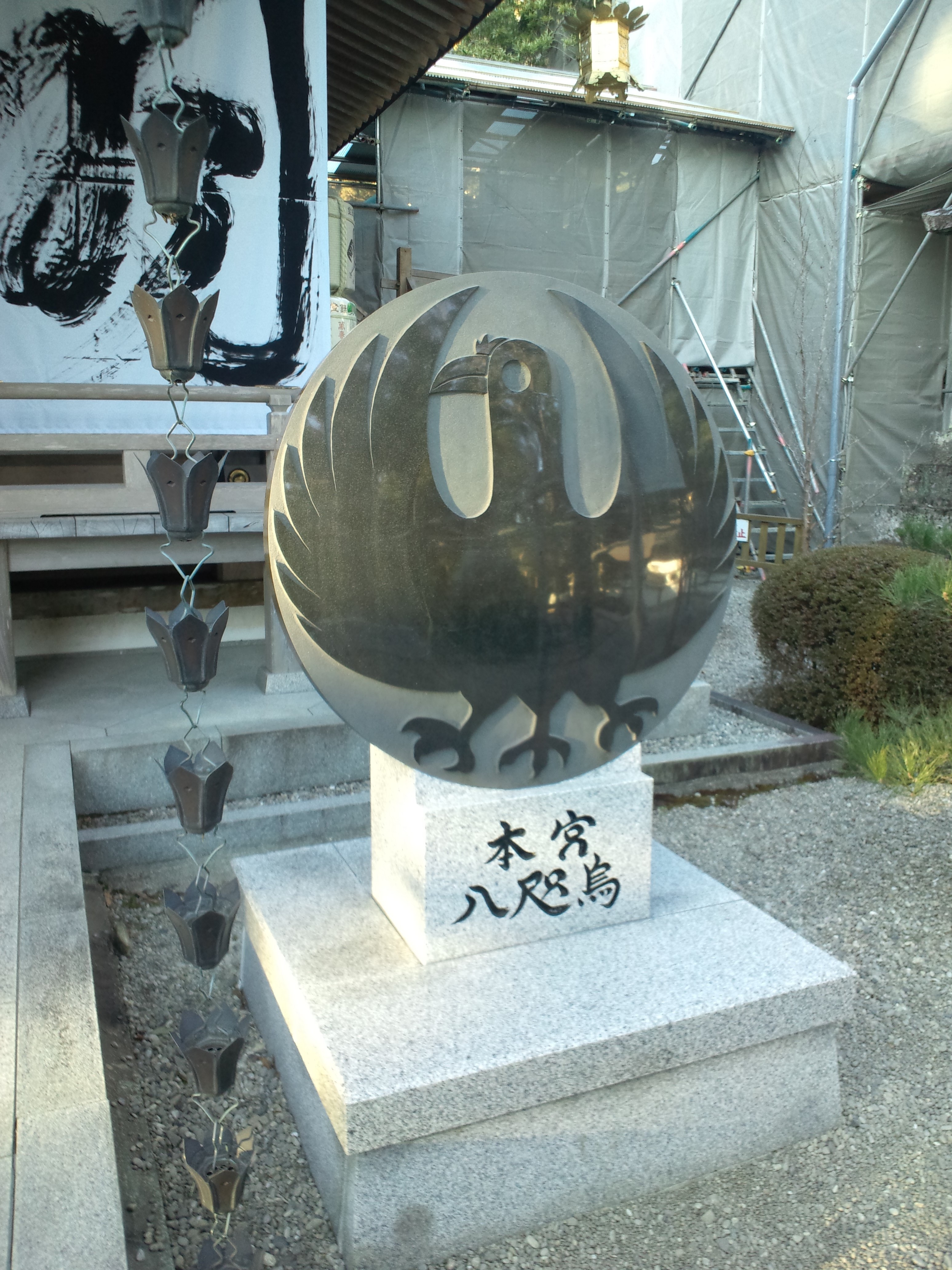
熊野本宮大社にある八咫烏の像

八咫烏（やたがらす、やたのからす）は、日本神話に登場するカラス（烏）であり、導きの神。神武東征の際、高皇産霊尊（タカミムスビ）によって神武天皇のもとに遣わされ、熊野国から大和国への道案内をしたとされる。一般的に三本足の姿で知られ、古くよりその姿絵が伝わっている。

## 概要

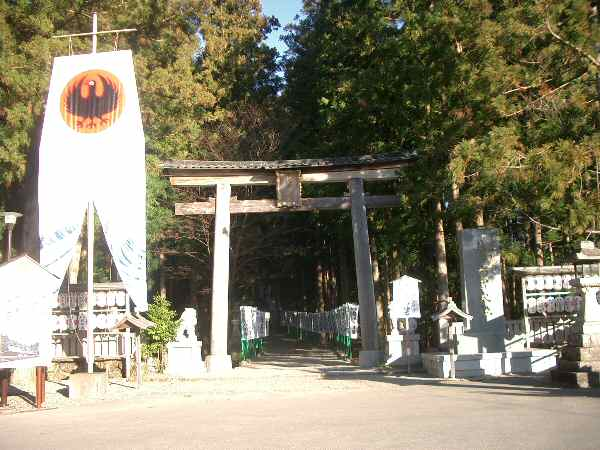
熊野本宮大社の鳥居の横に掲げられた八咫烏の旗

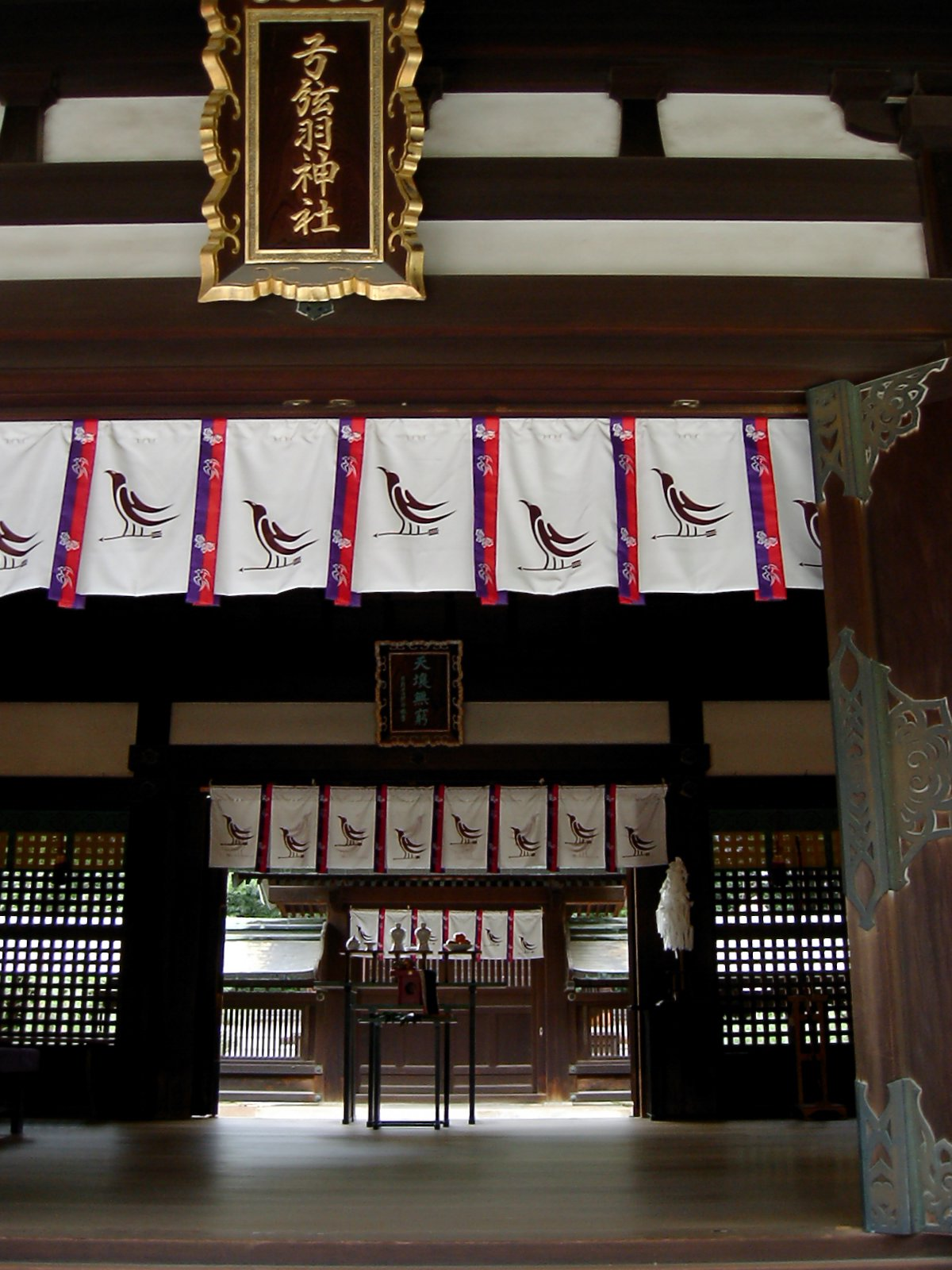
弓弦羽神社の八咫烏

八咫烏は、日本神話において、神武天皇を大和の橿原まで案内したとされており、導きの神として信仰されている。また、太陽の化身ともされる。
『古事記』では高木大神によって遣わされ、『日本書紀』では天照大神によって遣わされたと伝わる。（記紀はどちらも正しいとして「高木大神=天照大神」説を提唱する者もいる。）『古事記』では兄宇迦斯・弟宇迦斯兄弟に神武天皇への帰順を求めるために遣わされるが、兄に鳴鏑で追い返されたとされる。一方『日本書紀』では兄磯城・弟磯城兄弟にそれぞれ帰順を求め、兄には「聞天壓神至而吾爲慨憤時、奈何烏鳥若此惡鳴耶。」と言われ弓矢で追い返されてしまうが、弟はこれに恐れて「臣聞天壓神至、旦夕畏懼。善乎烏、汝鳴之若此者歟。」と言い、葉盤八枚に食べ物を盛って烏に献上した。それで烏は神武天皇のもとへ戻り、兄磯城に反抗の心がある旨を報告したと伝えているなど、両書の伝承に若干相違がある。
その後『日本書紀』においてはその功が労われ、頭八咫烏の子孫は葛野主殿縣主（かづののとのもりのあがたぬし）となり、劒根は葛城国造となっている。
なお、八咫烏は『古事記』や『日本書紀』に登場するが、『日本書紀』では、同じ神武東征の場面で、金鵄（金色のトビ）が長髄彦との戦いで神武天皇を助けたともされており、天日鷲神の別名である天加奈止美命（あめのかなとみ）の名称が金鵄（かなとび）に通じることから、天日鷲神、鴨建角身命と同一視する説も存在する。また賀茂県主氏の系図において鴨建角身命の別名を八咫烏鴨武角身命としているが、実際は神武天皇と同世代の関係から考えて、記紀に登場する八咫烏とは生玉兄日子命のこととされる。
熊野三山においてカラスはミサキ神（死霊が鎮められたもの。神使）とされており、八咫烏は熊野大神（素戔嗚尊）に仕える存在として信仰されており、熊野のシンボルともされる。近世以前によく起請文として使われていた熊野の牛玉宝印（ごおうほういん）にはカラスが描かれている。
咫（あた）は長さの単位で、親指と中指を広げた長さ（約18センチメートル）のことであり、八咫は144cmとなるが、ここでいう八咫は単に「大きい」という意味である。
茂在寅男『古代日本の航海術』では、八咫烏、八咫鏡の八咫とは「IATA」という古代ポリネシア語によるもので「聖なる女神」の意味だという。

### 三本足の意味
『古事記』や『日本書紀』には八咫烏が三本足であるとは記述されていない。八咫烏を三本足とする最古の文献は、平安時代中期（930年頃）の「倭名類聚抄」であり、この頃に八咫烏が中国や朝鮮の伝承の鳥「三足烏（さんそくう）」と同一視され、三本足になったと思われる。
八咫烏が三本足であることが何を意味するかについては、諸説ある。熊野本宮大社では、八咫烏の三本の足はそれぞれ天（天神地祇）・地（自然環境）・人を表し、神と自然と人が、同じ太陽から生まれた兄弟であることを示すとしている。また、かつて熊野地方に勢力をもった熊野三党（榎本氏、宇井氏、藤白鈴木氏）の威を表すともいわれる。三本足の意味が、古来より太陽を表す数が三とされてきたことに由来するとする見方は、宇佐神宮など太陽神に仕える日女（姫）神を祭る神社（ヒメコソ神社）の神紋が、三つ巴であることと同じ意味を持っているとする説もある。元々日本神話にあった「神の使いとしての鳥」の信仰と中国の「太陽の霊鳥」が融合した可能性がある。
この三つ巴、その隙間が３本足に映る。八咫烏の異名へ変えられたのは神武が婿入りしたタタラ五十鈴姫の御祖である三島湟咋耳神であり、その正体は製鉄と航海の神であった。珍敷塚古墳の壁画と、エジプトのセン・ネジェムの墓の壁画に見られる相似性で知られる通り、日本とエジプトには海流、航路での交易交流があり、その航路上最古の３本足起源はシチリア島のトリナクリアというメデューサ・ヘッドに稲穂を持ち、３本足を回転させる古代の女神で、これは「三つの岬の女神の島」という現地の意味があるという。このトリナクリアは日本で櫛稲田姫へ変換。

### 中国の「三足烏」
中国神話では三足烏は太陽に棲むといわれる。陰陽五行説に基づき、二は陰で、三が陽であり、二本足より三本足の方が太陽を象徴するのに適しているとも、また、朝日、昼の光、夕日を表す足であるともいわれる。
中国では前漢時代（紀元前3世紀）から三足烏が書物に登場し、王の墓からの出土品にも描かれている。三脚の特色を持つ三脚巴やその派生の三つ巴は非常に広範に見られる意匠である。
上述のように三足烏の伝承は古代中国の文化圏地域で見られる。中国であるならば金烏。朝鮮半島ならば、かつて高句麗があった地域（現在の北朝鮮）で古墳に描かれている。高句麗の人々は三足烏が太陽に棲み、亀が月に棲むと信じていた。一方、朝鮮半島南部（現在の韓国）にまでは広がっていなかったという説がある。

## 歴史

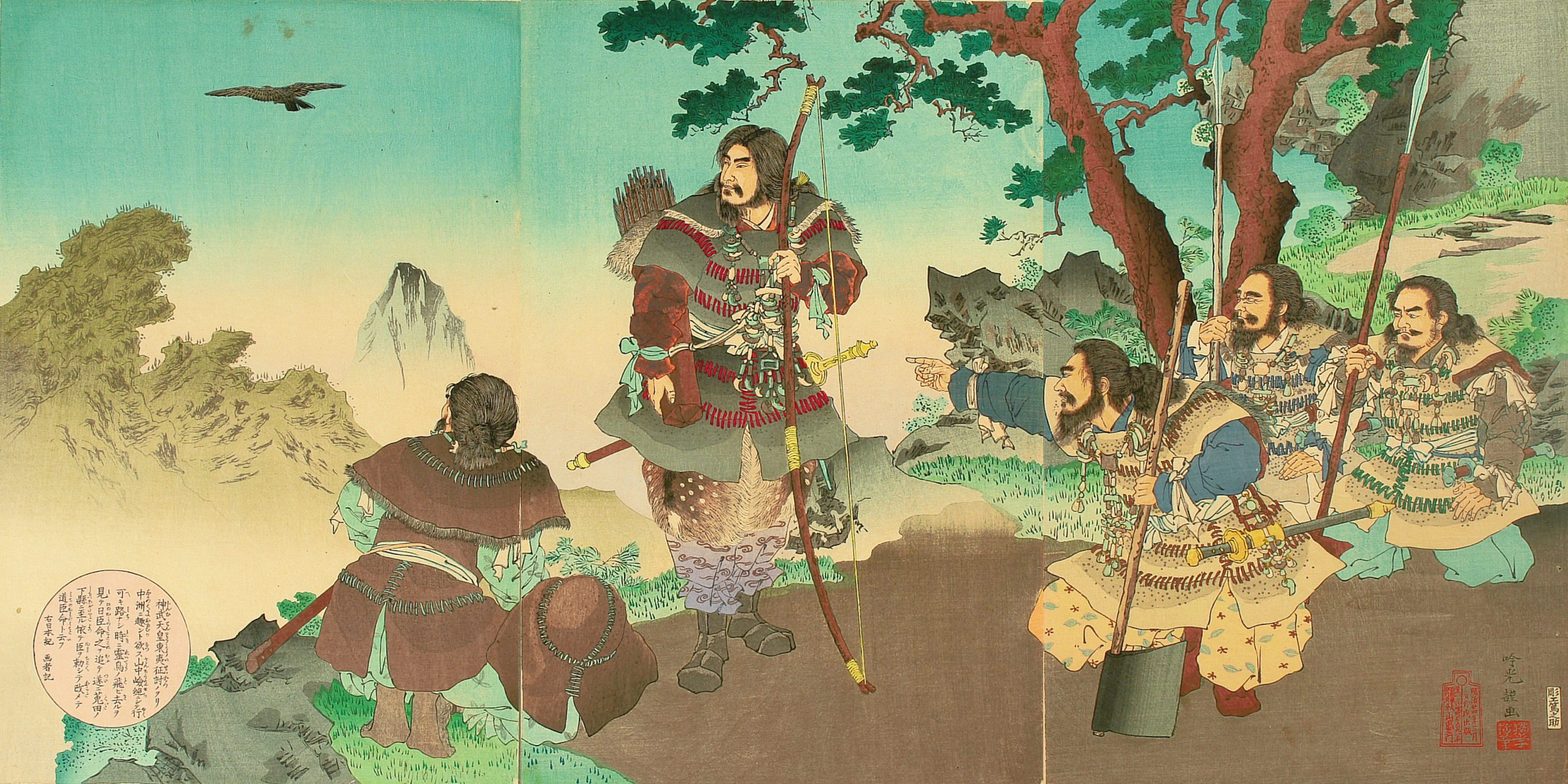
八咫烏に導かれる神武天皇（安達吟光画『神武天皇東征之図』）

日本神話の「東征」において、八咫烏は瀬戸内海から近畿に進もうとした神武天皇の道案内を務めたとされる。神武天皇は、当初、西から大阪に攻め入って敗れたため、太陽神である天照大神の子孫である自分たちは西から東へ日に向かうのではなく、東から西へ日を背にして攻め入るべきだと考えた。そこで八咫烏の案内により、紀伊半島を大きく迂回して現在の新宮付近から攻め入ることにし、その後、吉野を経て橿原に行き大和朝廷を開いた。
神話において、八咫烏は熊野の神の使いとしても活躍する。孝霊天皇の御代、山でイノシシを追っていた「千代包」（ちよかね）という名の猟師がカラスに導かれて大木をみいだし、そこにみえた光に矢を向けると、「私は熊野の神である」という声が聞こえたためその神を祀る社を建て、その宮の別当（熊野三山の管理職）になったという。このときが、熊野の神が人々の前にはじめて姿を現した瞬間だと伝えられる。
八咫烏の記録は『古事記』『日本書紀』『延喜式』のほか、キトラ塚古墳の壁画や珍敷塚古墳（福岡県）の横穴石室壁画、千葉県木更津市の高部三〇号噴出土鏡、玉虫厨子（法隆寺）の台座などにみられる。また、『続日本紀』には、朝賀の儀の折、大極殿前に立てられた７本の幢幡の中央には、八咫烏あるいは三足烏を表した幡が配されたとある。
『新撰姓氏録』では、八咫烏は高皇産霊尊の曾孫である賀茂建角身命（かもたけつのみのみこと）の化身であり、その後賀茂県主（かものあがたぬし）の祖となったとする。奈良県宇陀市榛原の八咫烏神社は建角身命を祭神としている。
また、『山城国風土記』逸文によれば、建角身命は大和国葛城から山城国岡田賀茂を経て洛北の賀茂御祖神社（下鴨神社）に鎮まったとあり、京都府木津川市加茂町には岡田鴨神社がある。
戦国時代には、紀伊国の雑賀衆を治めた鈴木家の家紋・旗ともなっている。
また、江戸時代の末には、高杉晋作が「三千世界の烏を殺し、主と朝寝がしてみたい」という内容の都々逸を作成している。これは、熊野の牛玉宝印の札の裏に書いた約束事を破ると熊野のカラスが一羽（または三羽）死に、約束を破った本人も罰を受けるとされていたことから「ほかの男たちとの約束を全て破り、熊野のカラスをことごとく死なせてしまうとしても、あなたと朝寝をしていたい」と、自らの生命を賭けて朝寝を選ぶ、遊女の想いを表現したものである。

## シンボルマーク

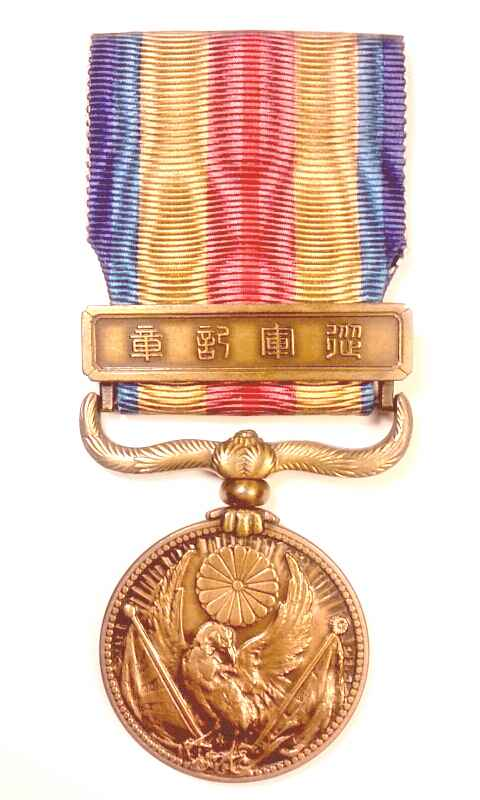
支那事変従軍記章。「二本足の八咫烏」を中心に据えて菊紋・軍旗（旭日旗）等をあしらう。

八咫烏は、近代以降の日本においても様々な場面でシンボルマークとして利用されてきた。特に、日本サッカー協会のシンボルマークおよび日本代表のエンブレムの意匠として用いられていることで知られている。このシンボルマークは、大日本蹴球協会（日本サッカー協会の前身）創設に尽力した漢文学者・内野台嶺らの発案を基に、彫刻家・日名子実三が三本足の烏としてデザイン化し、1931年（昭和6年）に採用されたものである。
上記の通り、三本足の烏は中国の故事に基づいたものと言われているが、日本サッカー協会のホームページでも同様に、「三本足の烏」と表現し、「単に神武東征神話に登場する八咫烏であるだけでなく、『淮南子』などの記述などから中国由来のシンボルでもある」としている（天武天皇が熊野に通って蹴鞠をよくしたことにちなみ、よくボールをゴールに導くようにとの願いが込められているともいう。なお、蹴鞠の名人とされる藤原成通は、五十回以上も熊野詣でをして蹴鞠上達を祈願し、熊野大神に「うしろまり」を披露して奉納したとされ、現在でも、日本サッカー協会はFIFAワールドカップ等の出場前に熊野三山で必勝祈願を行っている）。日本代表のエンブレムも協会シンボルマークと同じものであり、ユニフォーム等に使用されている。この他、それらの理由から関西サッカーリーグ1部に属するアルテリーヴォ和歌山のエンブレムやマスコットキャラクターにも使用されている。
軍事方面においても、八咫烏は大日本帝国時代より金鵄や鷲等と共に広く用いられ、1939年（昭和14年）に制定された支那事変従軍記章（デザインは大日本蹴球協会のシンボルマーク考案者と同じ日名子実三）や、帝国軍人後援会の会章（会員徽章）等にあしらわれた。また、自由で瀟洒な図案を部隊マークとして機体に描く文化のあった帝国陸軍の航空部隊では、一〇〇式司令部偵察機「新司偵」を装備する独立飛行第17中隊が、一時期「赤丸を背景に片翼を広げる黒の八咫烏」を垂直尾翼に描いていた。戦後は、陸上自衛隊中央情報隊以下の情報部隊の部隊マークに採用されている。
その他、熊野周辺を運行しているバス会社、熊野御坊南海バスの社紋には、八咫烏が採用されている。

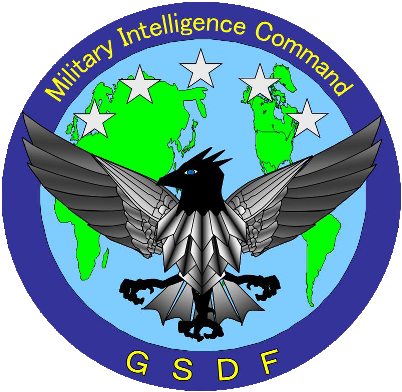
陸上自衛隊中央情報隊
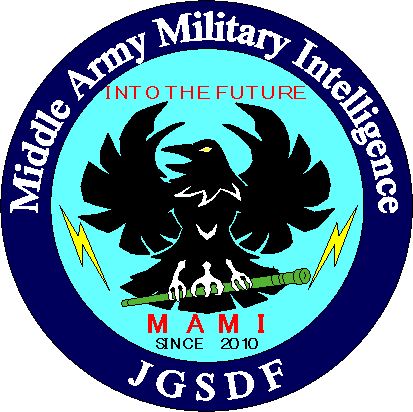
陸上自衛隊中部方面情報隊

## ギャラリー

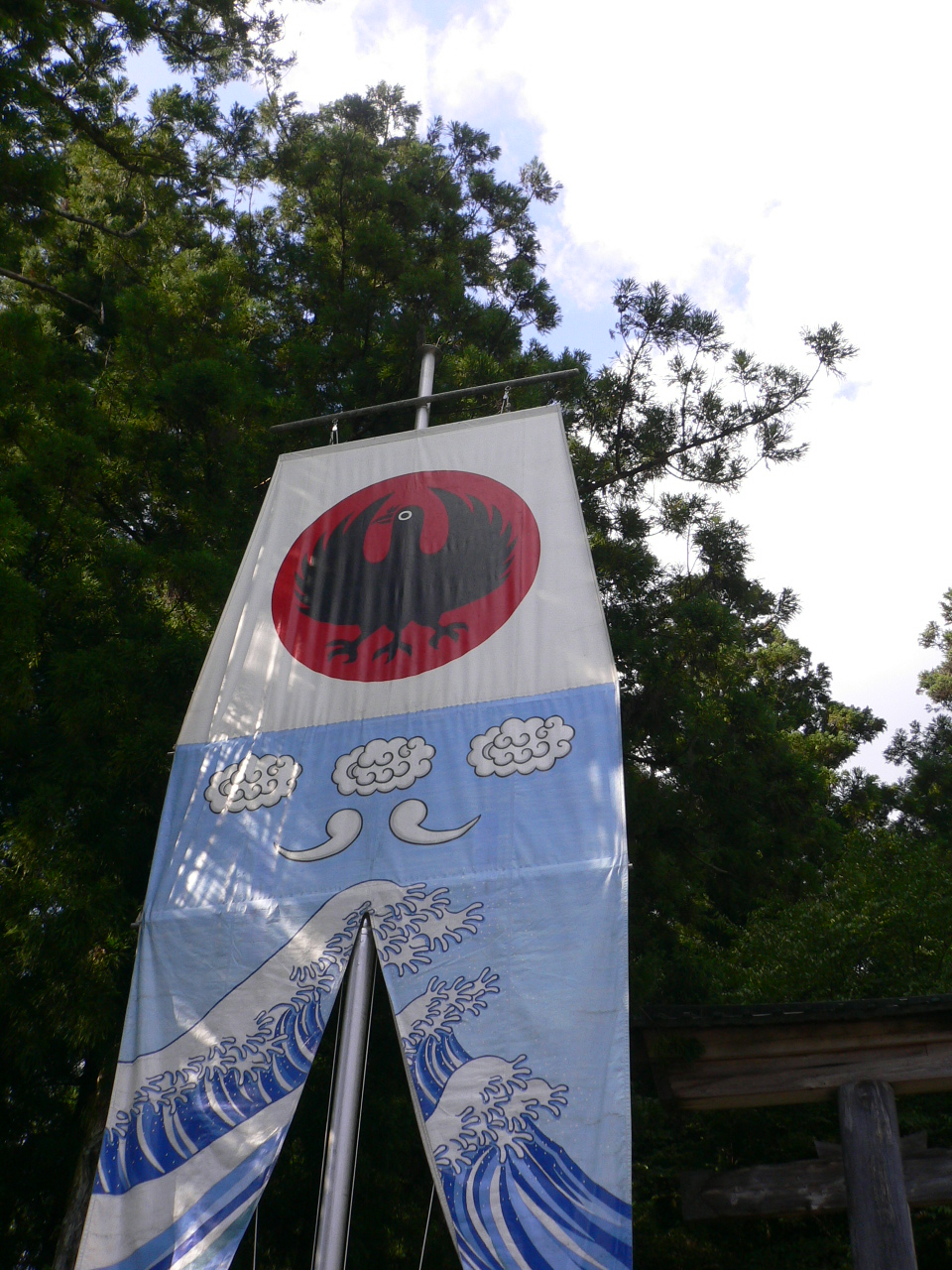
旗幟と八咫烏、熊野本宮大社
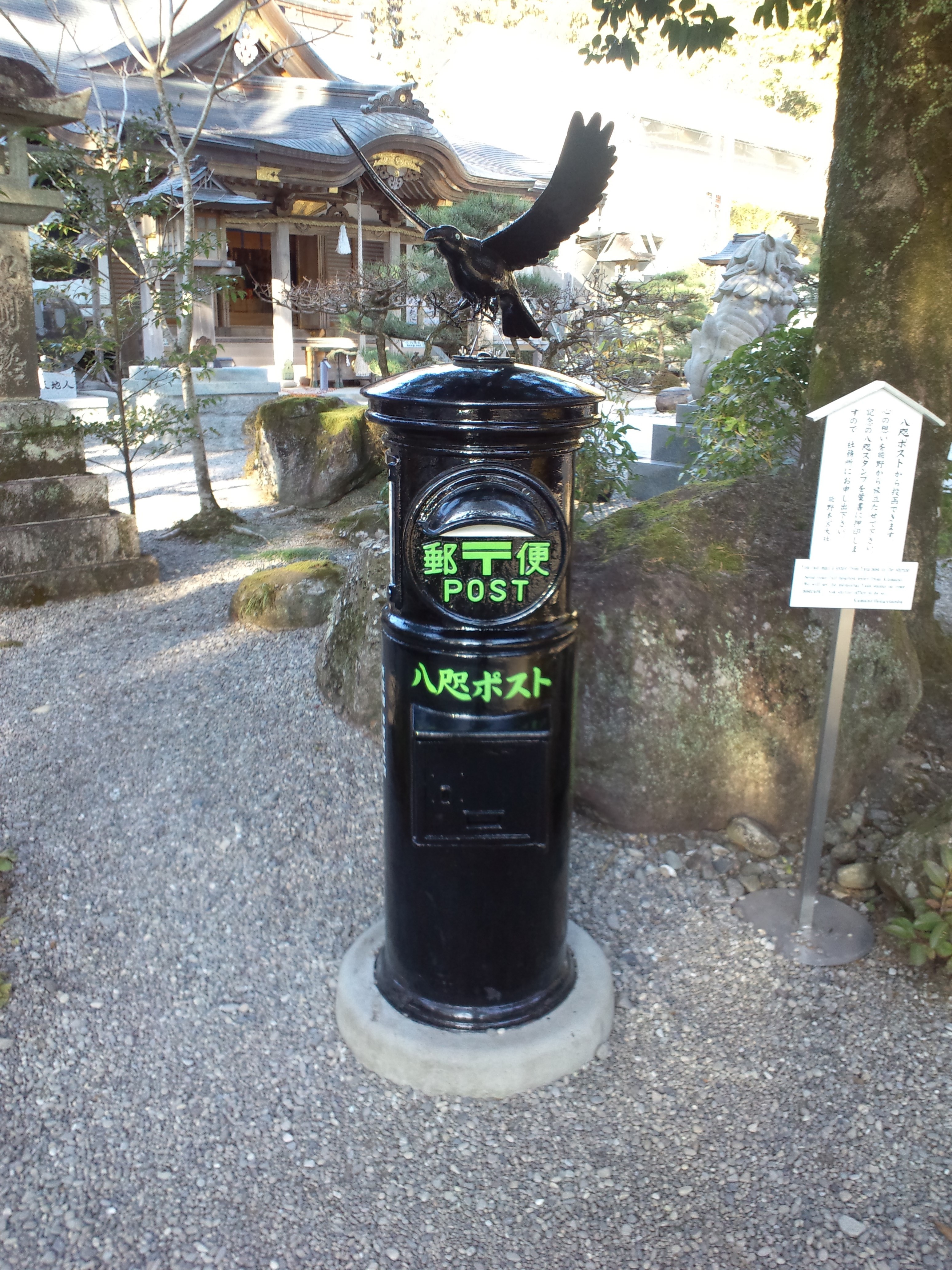
八咫烏ポスト、熊野本宮大社
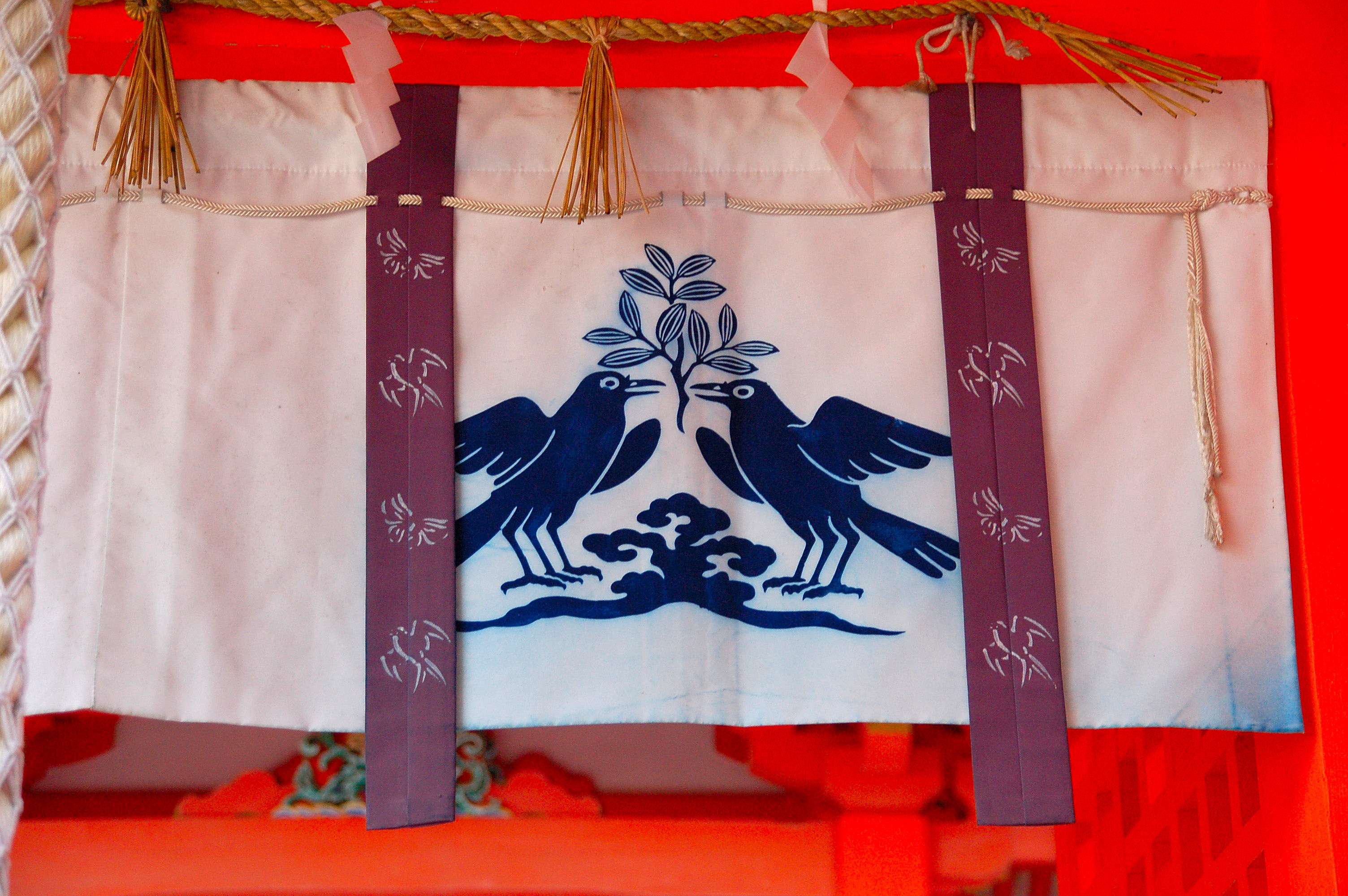
八咫烏、熊野那智大社
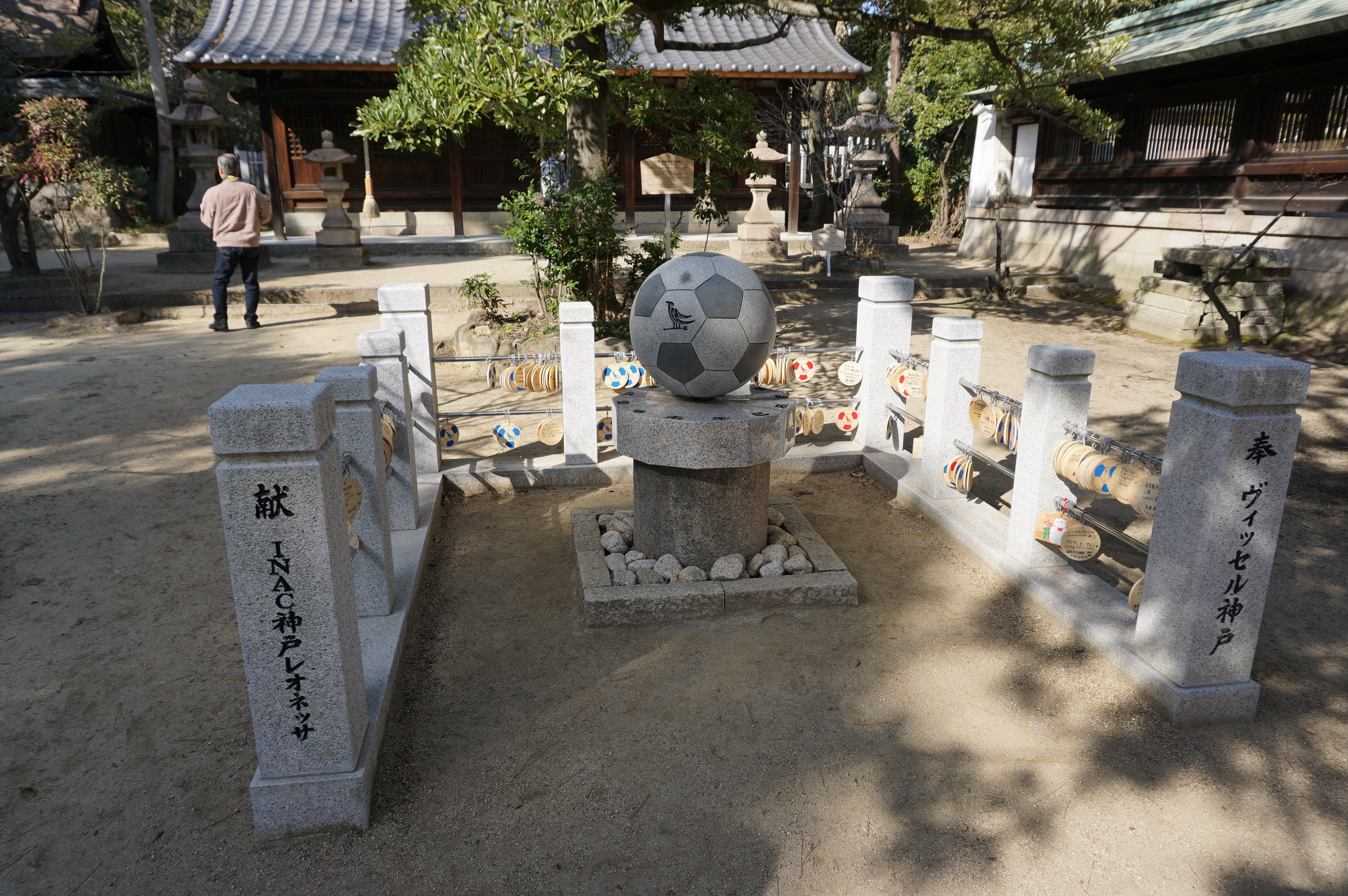
境内にあるサッカーボールのオブジェ、弓弦羽神社
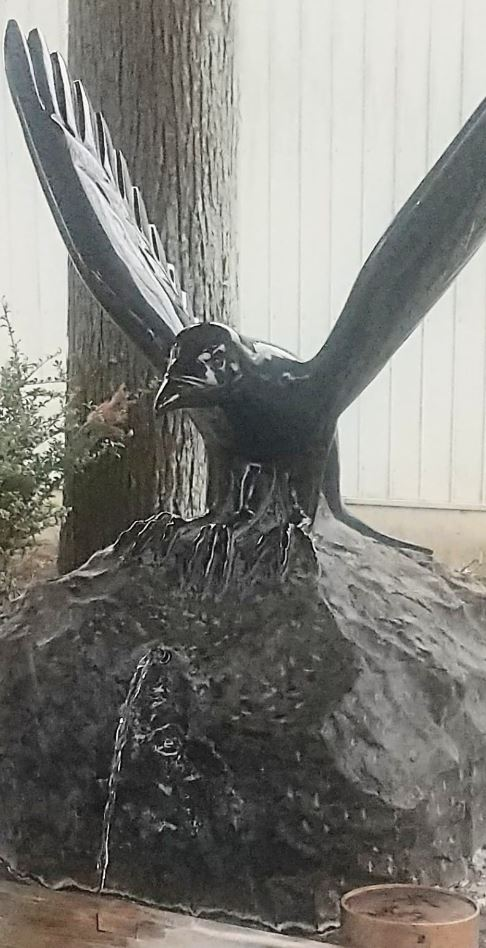
岡田鴨神社の手水舎

## 小惑星
群馬県大泉町の天文家・小林隆男は、1997年（平成9年）に発見した小惑星（仮符号1997 AY1）に「八咫烏」と命名、2004年（平成16年）8月9日に（9106）八咫烏として登録された。